# Phragmatobia sojota
Phragmatobia sojota là một loài bướm đêm thuộc phân họ Arctiinae, họ Erebidae.